# Jardin botanique de Brera

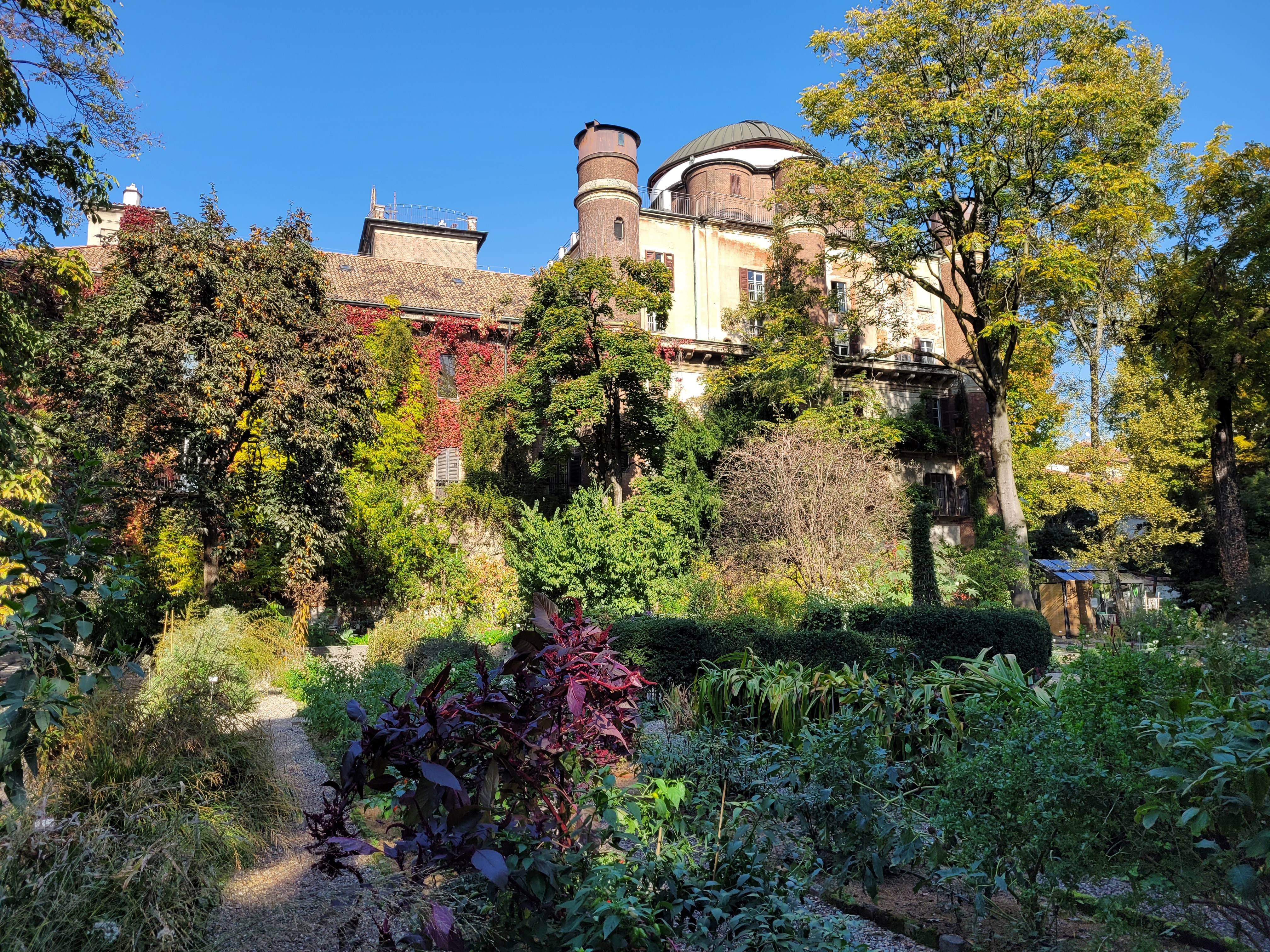
Jardin botanique de Brera

Le jardin botanique de Brera, ou Hortus Botanicus Braidensis, est situé dans le centre de Milan à côté du Palazzo di Brera, siège de la pinacothèque homonyme. Le Jardin, qui s’étire sur 5 000 m2 conserve environ 300 espèces diverses de végétaux. Il a été fondé par l’impératrice Marie-Thérèse d'Autriche en 1774, en même temps que l’observatoire astronomique.
Havre de paix au centre de Milan, après une longue période d’abandon, le parc a été récupéré et restauré par l’université de Milan et rouvert au public en 1998. En 2013, un nouveau portail, conçu par l’architecte Ruggero Moncada di Paternò, a été inauguré. Dès 2005 la Jardin est intégré au Museo Astronomico-Orto Botanico di Brera, structure de l’université de Milan et a été reconnu comme espace muséal par la région Lombardie. Au-delà des espèces botaniques, on peut y admirer des exemples intéressants de l’architecture du XVIIIe siècle, comme la serre attribuée à Giuseppe Piermarini, et le bassin où poussent les iris et les  nymphéas.

## Les collections
À travers le jardin on rencontre les parterres restaurés selon leur aspect d’origine :
- le parterre des plantes médicinales
- les parterres du genre Salvia
- le potager
- la collection des fleurs à bulbe
- la collection de Pivoine et Ancolie

Parmi les arbres du jardin on peut mentionner :  Acer pseudoplatanus, Magnolia grandiflora, Celtis australis, Platanus hybrida, Juglans nigra, Tilia tomentosa,Ailanthus vilmoriniana, Diospyros kaki, Ilex cornuta, Pterocarya fraxinifolia, Firmiana platanifolia, Ginkgo biloba. Les deux Ginkgo Biloba ont une valeur particulière historique puisqu’ils furent importés de Chine en 1775 et sont donc les arbres les plus âgés de la ville de Milan.
Les fleurs à bulbe incluent plusieurs cultivar du genre Hyacinthus, Narcissus, Tulipa, Leucojum et autres. Parmi les espèces, on va retrouver : Allium ursinum, Leucojum aestivum, Muscari comosum, Muscari armeniacum, Tulipa clusiana, Scilla sibirica, Tulipa linifolia, Tulipa turkestanica.